# São Leopoldo
São Leopoldo egy község (município) Brazíliában, Rio Grande do Sul államban, Porto Alegre metropolisz-övezetében (Região Metropolitana de Porto Alegre, RMPA). A brazíliai német gyarmatosítás bölcsőjének tekintik (Berço da Colonização Alemã no Brasil), mivel 1824-ben itt jelöltek ki legelőször földeket a németek számára. A 21. században fejlett ipar- és egyetemváros. 2021-ben a község népességét 240 378 főre becsülték.

## Története
Területén carijók (a guaranik egy csoportja) és kaingangok éltek, azonban számuk a fehér ember megjelenésével lehanyatlott. A 18. század közepén a portugál korona farmokat létesített a területen, hogy megszilárdítsa hatalmát Rio Grande do Sulban, és azoriakat telepített le. A mai São Leopoldo város területét Linho Cânhamonak nevezték, és 1788-ban itt, a Rio dos Sinos partján alakult meg a Real Feitoria do Linho Cânhamo kenderfeldolgozó, kötélgyártó manufaktúra, ahol 300 néger rabszolgát dolgoztattak. A nehézségek és a rossz gazdálkodás miatt a létesítmény azonban nem fejlődött, később megszűnt és elhagyták.
A dél-brazil terület fejlesztése céljából a brazil birodalmi kormány németek betelepítését szorgalmazta. Az első németek (33 evangélikus és hat katolikus) 1824. július 18-án Porto Alegre városába, majd július 25-én a Linho Cânhamo vidékére érkeztek, ahol az akkor már nem működő Real Feitoria környékén jelöltek ki számukra telkeket. Az itt kialakuló települést a kormány Colônia São Leopoldonak keresztelte el. A kolónia kezdetben több, mint 1000 km2 területet fedett le, északon egészen a mai Caxias do Sulig, nyugaton São Sebastião do Caí-ig, keleten Taquaraig, délen Esteioig terjeszkedve. A Rio dos Sinos völgyében további bevándorlók telepedtek le, a kolónia pedig nagymértékű fejlődésnek indult.
1846-ban függetlenedett Porto Alegretől és önálló községgé alakult, iparának köszönhetően pedig töretlenül fejlődött. 1865-ben II. Péter brazil császár látogatását fogadta. 1873-ban elkészült a Rio dos Sinos hídja, 1874-ben pedig megnyitották a Porto Alegre–São Leopoldo vasútvonalat, melyet később Novo Hamburgo, majd Taquara és Canela irányába hosszabbítottak, így São Leopoldo a távoli gyarmati területek és az állami székhely közötti kereskedelmi állomássá vált.
A 20. században tovább fejlődött: az 1940-es években ipari park alakult, ahol a német bevándorlók leszármazottjai cégeket alapítottak, például a Rossi e Bihel kohászati üzem, a São Leopoldo textilgyár (cordoaria), a Guedes e Ostermayer bőráruipar, vagy a Borbonite e Bins gumigyár. Ezzel párhuzamosan a község népessége is növekedett, mivel számos család költözött ide az állam más területeiről. A 20. század második felében São Leopoldo elveszítette alapvetően német provinciális jellegét, sokszínű nagyvárossá alakulva. Egyetem létesült, az 1970-es évektől nagy nemzeti és multinacionális vállalatok települtek a városba, mint például a Stihl, Hyundai, Gedore, Taurus, Copé, Weatherford, Klabin, Coester. A város népessége két évtized alatt közel megháromszorozódott, az urbanizáció aránya pedig 53%-ról 98%-ra emelkedett.
Története során számos kerület vált ki belőle, napjainkban mintegy 100 km2-re zsugorodott.

## Leírása
Székhelye São Leopoldo, további kerületei nincsenek. Porto Alegre és a Gaúcho-hegység között helyezkedik el, 34 kilométerre az előbbitől. Az urbanizációs arány 99,66%, gyakorlatilag nincs vidéki terület a községben. Az Unisinos egyetem és a Tecnosinos technológiai park, továbbá az ország egyik legnagyobb ipari pólusa számos csúcstechnológiai vállalatot vonz, és több nemzeti és multinacionális vállalat telepedett le (közöttük IT-vállalatok).
A községre ma is jellemző a germán jelleg: európai építészet, fejlett oktatás, katolikus és evangélikus oktatási intézmények, ének-, torna-, és lövészklubok, gasztronómia, német hagyományok és szokások (például Oktoberfest). Helyi látnivalók a Casa do Imigrante (épület, amelybe 1824-ben az első németek költöztek), múzeumok, régi házak és templomok.
Áthalad rajta a Rota Romântica, a túlnyomórészt német jellegű községeket összekötő tematikus turistaút.

## Képek

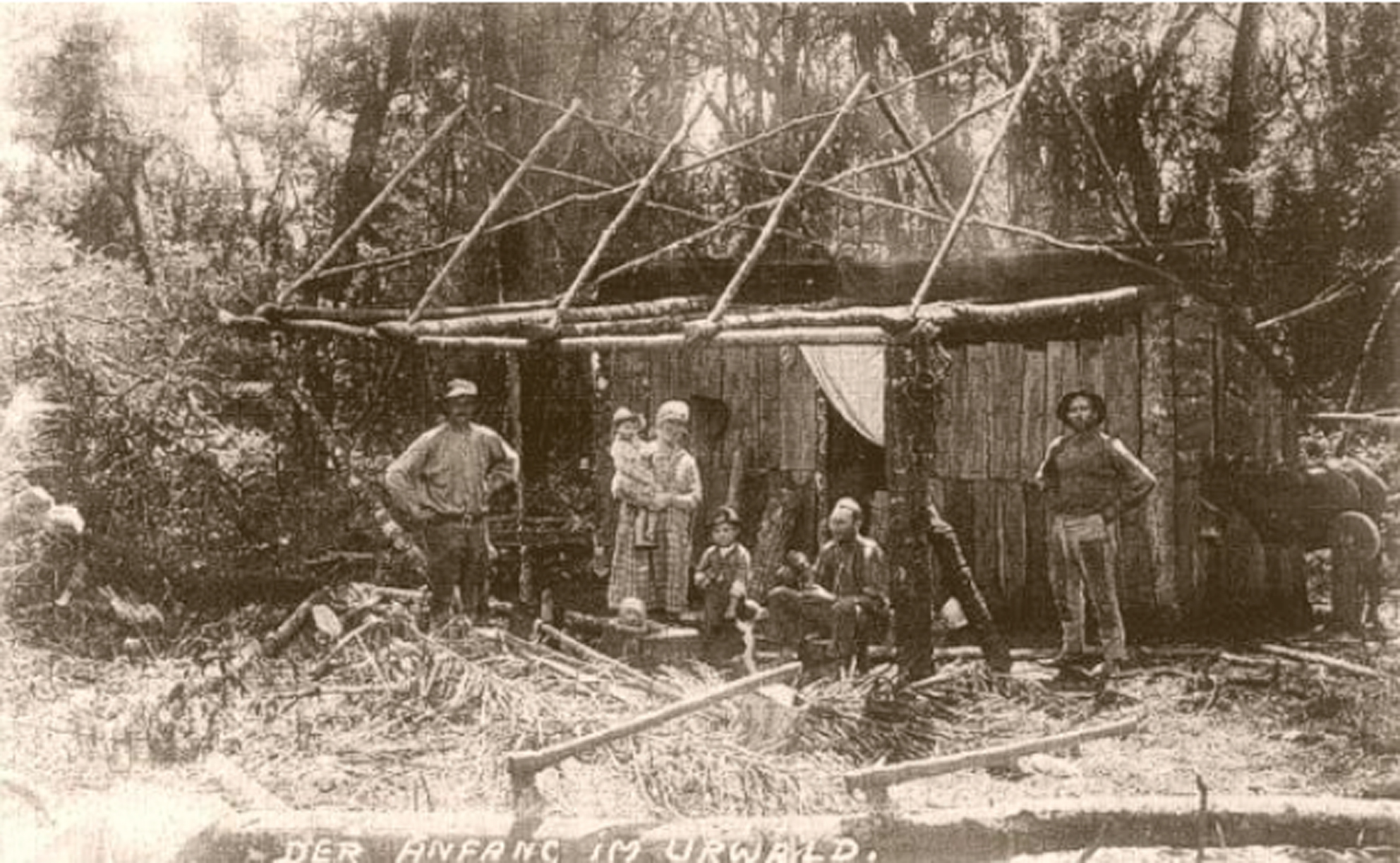
Német gyarmatosítók
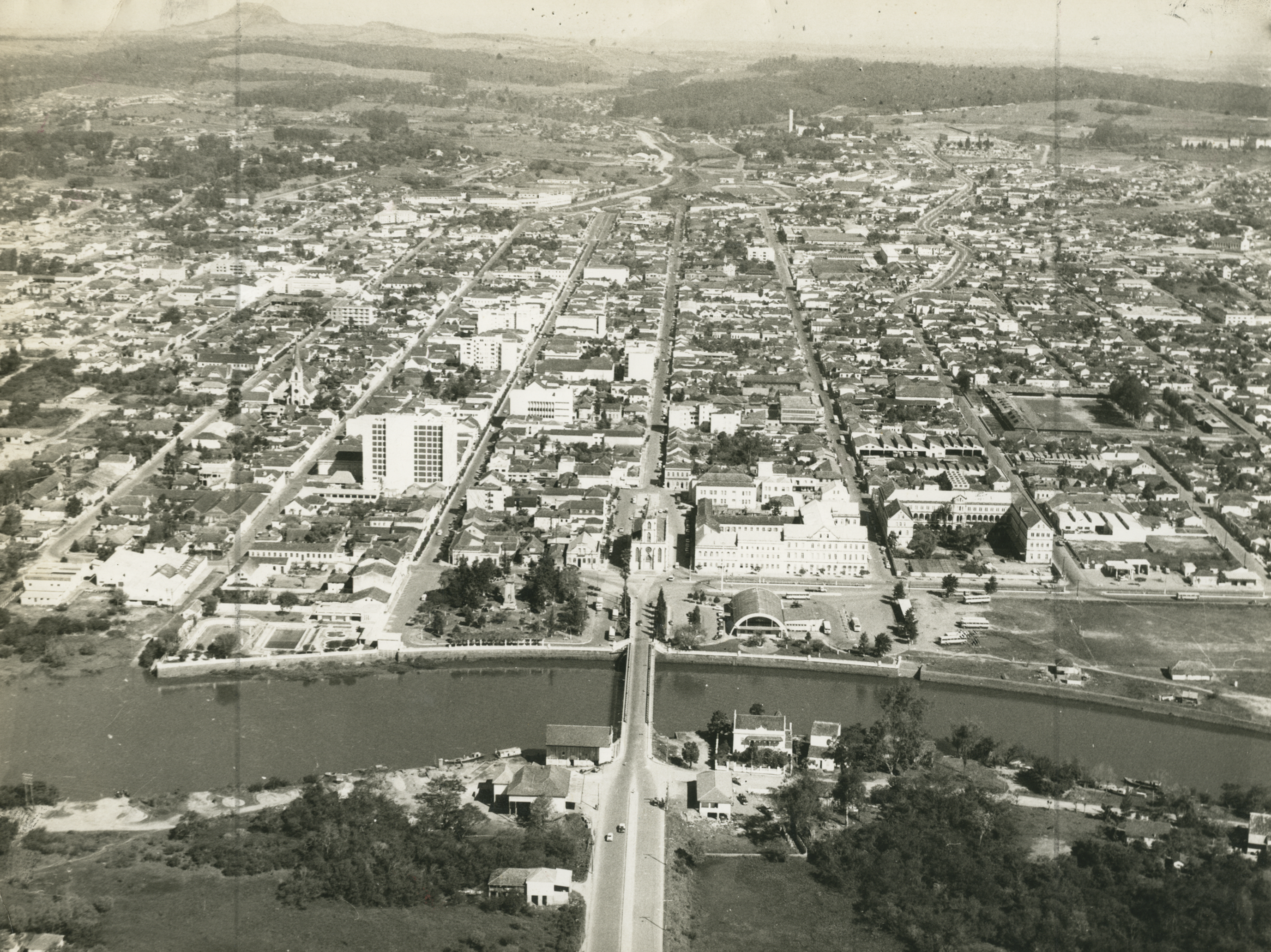
Az 1970-es években
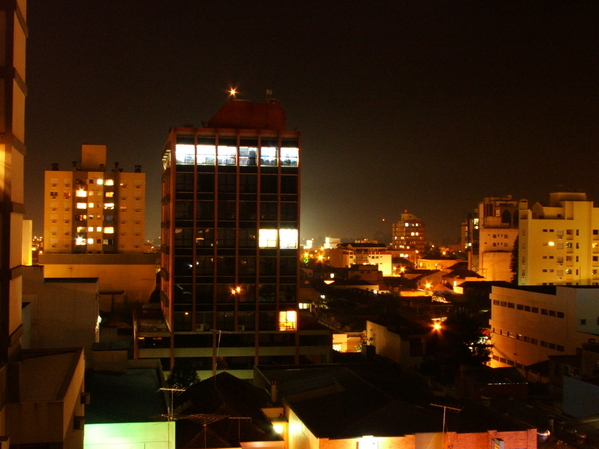
A belváros éjjel
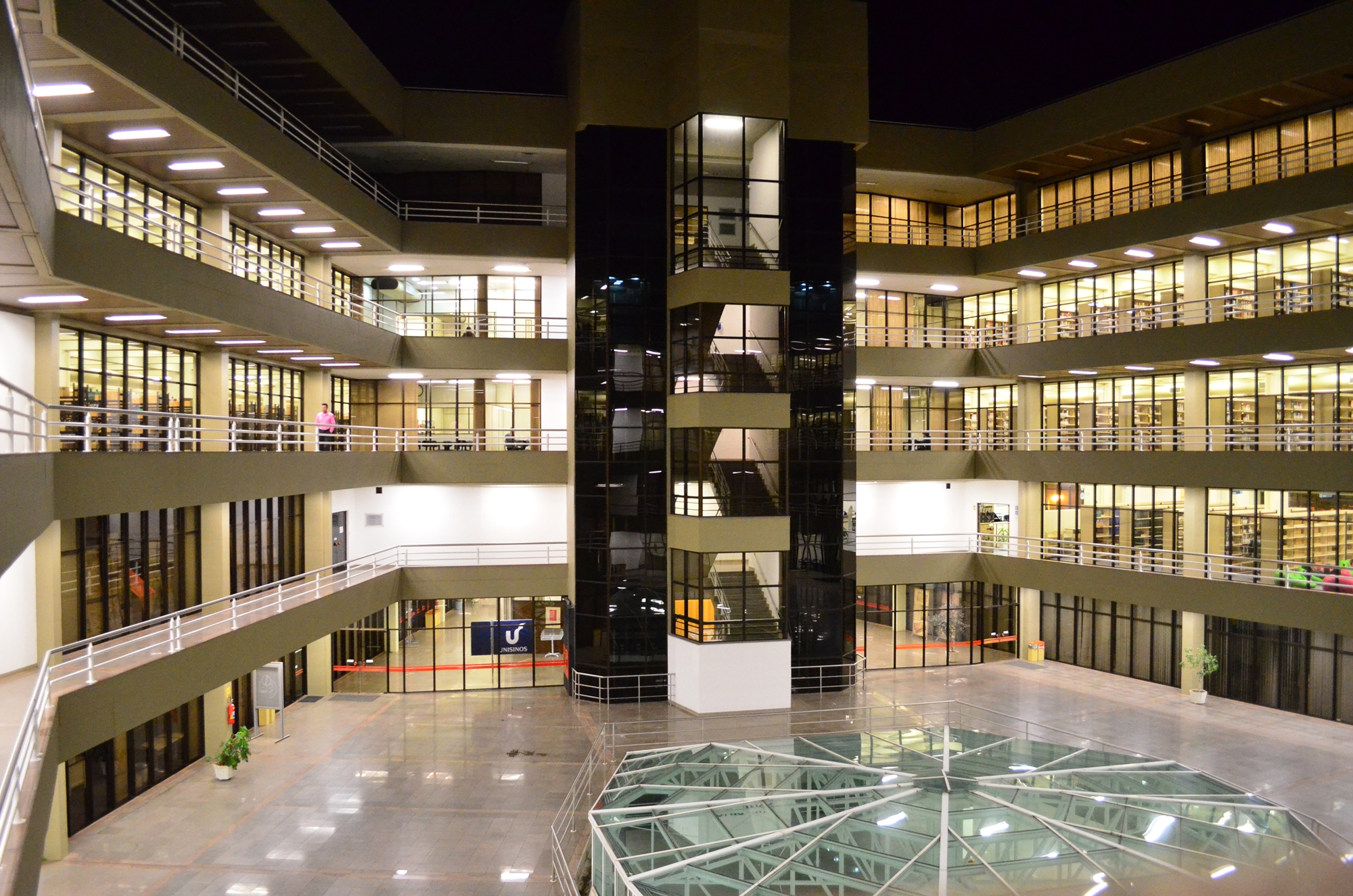
Az Unisinos egyetem könyvtára